# Gesundheit in allen Politikbereichen
Gesundheit in allen Politikbereichen, auch als intersektorielle Gesundheitspolitik oder mit dem englischen Originalbegriff Health in All Policies (HiAP) bezeichnet, ist ein Konzept, das auf die Bedeutung der politischen Entscheidungsfindung in den verschiedenen Sektoren, die die Gesundheit beeinflussen, wie zum Beispiel Transport, Landwirtschaft, Landnutzung, Wohnen, Arbeit, öffentliche Sicherheit und Bildung, hinweist. HiAP bekräftigt die bedeutende Rolle von Politikprogrammen, strukturellen Faktoren und der Zusammenarbeit vieler Akteure für die Gesundheit der Bevölkerung. Gesundheitsaspekte sollen in allen Politikbereichen berücksichtigt werden.
Der Begriff wurde erstmals in Europa während der finnischen Präsidentschaft der Europäischen Union (EU) im Jahr 2006 auf die höchste politische Ebene gehoben, mit dem Ziel, die Zusammenarbeit zwischen den Sektoren zu verbessern, um gemeinsame Ziele für die Gesundheit und Wohlfahrt zu erreichen. In den USA ist mit den zehn Prinzipien des öffentlichen Gesundheitsdienstes ein ähnliches Konzept formuliert.

## Übersicht
Die Erklärung von Alma-Ata (1978) der Weltgesundheitsorganisation (WHO) war die erste formale Anerkennung der Bedeutung intersektorieller Maßnahmen für die Gesundheit. Der Geist von Alma-Ata wurde in der Ottawa-Charta zur Gesundheitsförderung zu einer "gesundheitsfördernden Gesamtpolitik" weiterentwickelt, als Schlüsselbereich der Gesundheitsförderung (in Ottawa im Jahr 1986 verabschiedet).
Gesundheit in allen Politikbereichen beruht auf der Überlegung, dass Gesundheit von vielerlei Faktoren beeinflusst wird, die außerhalb der direkten Kontrolle des Gesundheitssektors liegen, wie Bildung, Einkommen, und den Bedingungen, unter denen Menschen leben, arbeiten und spielen. Entscheidungen in anderen Politikbereichen können sich sowohl positiv als auch negativ auf die Gesundheit auswirken. HiAP ist ein Ansatz zur Politikgestaltung, mit dem Entscheidungsträger in anderen Bereichen routinemäßig gesundheitliche Folgen prüfen, einschließlich des Nutzens, Schadens und der Gesundheitskosten.
HiAP wurde als wesentlicher Bestandteil der Grundversorgung beschrieben. HiAP kann auf allen politischen Ebenen, aber auch in der Privatwirtschaft und in Non-Profit-Organisationen angewendet werden.

## Geschichte
HiAP baut auf Konzepte „gesundheitsfördernder Gesamtpolitik“ und „bereichsübergreifende Maßnahmen für die Gesundheit“, die in den letzten vier Jahrzehnten entwickelt wurden. Der Geist von Alma-Ata wurde in die Ottawa-Charta zur Gesundheitsförderung mitgenommen, die in Ottawa im Jahr 1986 verabschiedet worden war. Dort wurde die „gesunde öffentliche Politik“ als Schlüsselbereich der Gesundheitsförderung bezeichnet. Auf der Zweiten Internationalen Konferenz zur Gesundheitsförderung im Jahr 1988 in Adelaide, Australien wuchs die Aufmerksamkeit für die Rolle der Bereiche außerhalb des Gesundheitssektors für die Förderung der Gesundheit.

## Definition
Im Rahmen der 8. Weltkonferenz zur Gesundheitsförderung der WHO wurde HiAP definiert als "ein Konzept für die öffentliche Politik in allen Sektoren, die systematisch die Auswirkungen von Entscheidungen auf Gesundheit und Gesundheitssysteme berücksichtigt, Synergien sucht und schädliche Auswirkungen auf die Gesundheit vermeidet, um die Gesundheit der Bevölkerung und gesundheitliche Chancengleichheit zu verbessern." Der HiAP Ansatz ist auf gesundheitsbezogenen Rechten und Pflichten begründet. Er betont die Folgen der öffentlichen Politik auf gesundheitsrelevante Faktoren und zielt darauf ab, die Rechenschaftspflicht der politischen Entscheidungsträger für gesundheitliche Auswirkungen auf allen Ebenen der Politikgestaltung zu verbessern.

## Beispiele für die Anwendung des Konzepts in verschiedenen Ländern
Health in All Policies wurden in vielen Teilen der Welt eingeführt. Eines der ersten Länder, das den "gesunde Politik" Ansatz für die öffentliche Gesundheit einführte, war Finnland. Das "Nordkarelien-Projekt" wurde im Jahr 1972 ins Leben gerufen, mit dem Ziel, in der finnischen Region Nordkarelien die Auswirkungen der koronaren Herzkrankheit durch die Beteiligung anderer Sektoren (z. B. Gemeindeorganisationen, Milch- und Fleischproduzenten, Schulen) zu reduzieren und die Gesundheit zu verbessern. Das Projekt, unterstützt durch die finnischen Behörden und die WHO, führte zu einer signifikanten Senkung der kardiovaskulären Sterblichkeit und wird als erfolgreiches Modell für eine sektorübergreifende Zusammenarbeit beurteilt. Finnland hat seine Health in All Programme fortgesetzt. Zum Beispiel formulierte im Jahr 2001 Finnland die Grundlagen für die Umsetzung des "Gesundheit 2015" Kooperationsprogramms, das einen Rahmen für die sektorübergreifenden Gesundheitsförderung bietet. Ziele dieser langfristigen gesundheitspolitischen Strategie sind, die Gesundheit zu verbessern, beizutragen, dass sich die Finnen für eine gesunde Lebensweise entscheiden sowie die Verringerung der gesundheitlichen Ungleichheiten zwischen den verschiedenen Bevölkerungsgruppen.
In Südaustralien richtete sich die Umsetzung der HiAP darauf aus, diese als Kernprozess der Regierung zu positionieren, "anstatt sie durch und für den Gesundheitssektor zu führen". Das südaustralische Modell der HiAP beruht auf zwei Grundelementen: A) die zentrale Governance und Rechenschaftspflicht und b) einen Analyseprozess ausgerichtet auf Gesundheit. Die Adelaide-Erklärung der Gesundheit in allen Politikbereichen von 2010 beschreibt Fälle, in denen HiAP gut funktioniert, und bietet Werkzeuge, die in verschiedenen Phasen der Umsetzung der Politik nützlich sein können. Während Südaustralien das Konzept der gemeinsamen Governance für Gesundheit offiziell verabschiedet hat, haben Kritiker darauf hingewiesen, dass das Land immer noch weit davon entfernt ist, ein "Gesundheit in allen Politikbereichen" Governance-System etabliert zu haben.
Das Programm ActNow BC ist ein Beispiel für eine Health in All Policies-Umsetzung in Kanada. Die branchenübergreifend organisierte Strategie zielt darauf ab, die Gesundheit der Bevölkerung von British Columbia zu verbessern, indem sie die häufigen Risikofaktoren zum Thema macht und chronische Krankheiten reduzieren will. Durch Einbeziehung der lokalen Regierungen, Gemeinden, Arbeitgeber und Schulen versucht ActNow BC zur Entwicklung und Förderung von Programmen beizutragen, welche die Bevölkerung dazu bewegen, die gesunde Wahl zu treffen.
Frankreich startete 2003 den "Französischen Krebsplan" mit dem Ziel der Einführung einer umfassenden Strategie zur Bekämpfung von Krebs. Eines der Hauptziele war es, die Krebssterblichkeit in 5 Jahren um 20 % zu reduzieren, was mittels Zielvorgaben für verschiedenste Beteiligte erreicht werden sollte. Die Evaluation des Plans im Jahr 2008 ergab, dass zwar in einzelnen Bereichen Fortschritte erzielt worden waren, aber einige der Ziele nicht erfüllt wurden. Zu den Schwächen des Plans gehörte die fehlende Berücksichtigung der sozialen Ungleichheiten, der Zugang zur Gesundheitsversorgung und eine ungenügende Koordination der Patientenversorgung. Im November 2009 startete die französische Regierung den Krebsplan 2009–2013, um die Mängel des Plans 2003 anzugehen und die neuen Ziele umzusetzen.
Durch die Reform des National Health System im Jahr 2000 angeheizt, wurde in Thailand die Praxis der intersektoriellen Zusammenarbeit gefördert, indem die Anwendung von Health Impact Assessments (HIA) zwingend auf allen Ebenen der Regierung vorgeschrieben wurde. Seither ist eine zunehmende Zahl von HIAs durchgeführt worden, die einen Beitrag leisteten zur Bekämpfung der steigenden Zahl von gesundheitlichen Problemen, die durch Luftverschmutzung, Pestizidbelastung, Kohlekraftwerke und andere Umweltgefahren verursacht werden. HIAs werden als ein wertvolles Instrument gesehen, um die Zusammenarbeit zwischen den Akteuren mit unterschiedlichen Interessen zu fördern und Ansätze für eine gesündere Gesellschaft zu identifizieren.
Auf nationaler Ebene der Vereinigten Staaten haben die US-Ministerien für Verkehr, sowie für Wohnungsbau und Stadtentwicklung und die Environmental Protection Agency (Umweltschutzbehörde) seit 2009 in der Partnership for Sustainable Communities (Partnerschaft für nachhaltige Gemeinden) zusammengearbeitet. Die drei Stellen haben gemeinsam sechs "Bewohnbarkeitsprinzipien" als prioritäre Kriterien festgelegt, die verwendet wurden, um Finanzierungsentscheidungen, vorgeschlagene Programme und gesetzliche Empfehlungen zu beurteilen. Die Grundsätze zielen auf Verbesserungen des erschwinglichen Wohnraums, umweltgerechtes Bauen, gemischte Nutzungszonen, Wasserwirtschaft und Brachflächen. Jedes dieser Prinzipien unterstützt die Aufgaben einer oder mehrerer der Stellen, wie effizienten Transport, wirtschaftliche Entwicklung, saubere Umwelt etc. Viele der einzelnen Prinzipien tragen auch zu einer verbesserten Gesundheit bei. Durch ein wachsendes Portfolio von Fallstudien aus mehr als 45 Gemeinden in den USA hat die Partnerschaft gezeigt, dass die einzelnen Elemente zur Förderung gesunder Gemeinden auf andere politische Ziele wie größere wirtschaftliche Entwicklung und die Verbesserung der Lebensbedingungen beitragen können.
Das Konzept der Health in All Policies ist in Abschnitt 4001 des Patient Protection and Affordable Care Act (2010) enthalten, der die Schaffung eines Nationalen Präventionsrates vorsieht, geleitet durch den Surgeon General, sowie die Entwicklung einer Nationalen Präventionsstrategie. Diese wurde im Juni 2011 veröffentlicht. Sie fordert eine verstärkte Koordinierung zwischen den Regierungsstellen, sowie Partnerschaften mit gemeinnützigen Organisationen, Unternehmen, Gesundheitswesen und weiteren Stellen. Die Nationale Präventionsstrategie priorisiert die Aufgaben um vier strategische Richtungen: Die Schaffung gesunder Umweltbedingungen in den Gemeinden, die Befähigung von Personen, gesunde Entscheidungen zu treffen, die Integration der präventiven Leistungen von Gemeindediensten und medizinischen Anbietern und die Verringerung der gesundheitlichen Ungleichheiten. Dies kann beispielsweise durch die Schaffung von mehr Stadtteilen mit besserem Zugang zu Obst und Gemüse, mit aktivem Transport und mit sauberer Luft erreicht werden.
Kalifornien hat im Jahr 2010 eine Arbeitsgruppe zur Gesundheit in allen Politikbereichen eingerichtet. Dies war der erste formale landesweite Schritt, politische Entscheidungsträger zusammenzubringen, um Programme, Policies und Strategien zur Verbesserung der Gesundheit in einem HiAP-Rahmen zu identifizieren und zu empfehlen. In der Arbeitsgruppe arbeiten 19 staatliche Stellen zusammen. Ihr Bericht von 2010 mit dem Titel " Health in All Policies Task Force Report to the Strategic Growth Council" identifiziert 34 Empfehlungen, von einzelnen kleinen Maßnahmen bis zu langfristigen, behördenübergreifende Programmen. Verkehr, Wohnen, bezahlbares gesundes Essen, sicheres Wohnumfeld, Grünflächen und die Verpflichtung von Entscheidungsträgern, die gesundheitlichen Folgen bei Politikentwicklung zu berücksichtigen.

## Unterstützung durch Wissenschaft und Berufsverbände
Das Konzept hat die Unterstützung von Wissenschaft und Berufsverbänden im Gesundheitsbereich gewonnen. Das Institute of Medicine (IOM), die US-amerikanische medizinische Wissenschaftsakademie, erkennt, dass Maßnahmen, die außerhalb des Gesundheitssektors getroffen werden, die Umgebung, in der die Menschen leben und die Entscheidungen, die sie treffen, prägen. Es stellt fest, dass einige Probleme der öffentlichen Gesundheit so komplex sind, dass sie nicht durch die herkömmliche Gesundheitspolitik, sondern am besten durch Maßnahmen und Programme, die die sozial bedingte Ungleichheit von Gesundheitschancen beeinflussen, in Angriff genommen werden müssen, wie Schulprogramme, Zonenplanung, Lebensmittelwerbung, öffentliche Verkehrsmittel, Parkanlagen, Arbeitsplätze, Massenverpflegung und Steuerpolitik. Das IOM empfiehlt die Implementierung eines HiAP Ansatzes, um die Determinanten von Gesundheit besser anzugehen, die sektorübergreifenden Bemühungen besser zu koordinieren und die öffentlichen Mittel effektiver zu nutzen.
Viele Gesundheitsverbände haben die HiAP ebenfalls gebilligt. Die American Public Health Association bezeichnet die HiAP als "Goldstandard" und fordert eine Aufstockung der HiAP-Infrastruktur auf allen Ebenen des Staates, mehr Mittel für HiAP bezogene Forschung, Praxis und Ausbildung, sowie Bezeichnung von Best Practices und die Einrichtung einer formalen nationalen Forschungsagenda. Der National Association of County and City Health Officials (NACCHO) war der erste nationale Verband, der ein Positionspapier zur HiAP erstellte. Er setzt sich für HiAP als eine kritische Methode zur Förderung der Gesundheit ein und fordert die lokalen Gesundheitsbehörden auf, die politischen Entscheidungsträger mit best Practices bekannt zu machen. Das Nationale Netzwerk der Public Health Einrichtungen lobt HiAP und sieht sich selbst und seine Mitglieder als mögliche Vermittler zur HiAP Umsetzung.

## Kritik
Als Einwand gegen die Gesundheit in allen Politikbereichen wurde behauptet, das Konzept führe zu einem "Gesundheitsimperialismus", weil damit die Gesundheit priorisiert würde und die politischen Entscheidungsträger davon abgelenkt würden, ihre Aufmerksamkeit auf andere wichtige Ziele der Gesellschaft zu richten. Die Befürworter des Konzepts haben entgegnet, dass die Gesundheit nicht der einzige Bereich des gesellschaftlichen Wohls sei, der von einer interdisziplinären Politikgestaltung profitieren könne. Anstatt dem Konzept vorzuwerfen, es sei ein Versuch, die Gesundheit zum dominanten Thema zu machen, könnte es als Vorlage für Konzepte wie "Ökonomie in allen Politikbereichen" und "Bildung in allen Politikbereichen" verwendet werden.
Das Institute of Medicine erkennt viele grundlegende Herausforderungen der Health in All Policies. Zwar gibt es viele Beispiele, in denen die Zusammenarbeit für alle Seiten vorteilhaft ist, aber es gibt auch Beispiele, in denen die Ziele eines Bereichs direkt mit einem anderen in einem Interessenkonflikt stehen. Zum Beispiel bemühen sich die Experten der öffentlichen Gesundheit seit den 1950er Jahren, den Tabakverkauf zu beschränken. Im Gegensatz dazu stehen die Bemühungen der Tabakindustrie, die persönliche Freiheit der Bürger und ein freies Marktumfeld für die Zigarettenproduzenten zu erhalten. Sogar nicht kontroverse Ziele, wie die Erhöhung der Durchschnittseinkommen und die Verbesserung der Bildung, können zu ideologischen Differenzen über die Erreichung dieser Ziele führen.
Einige Kritiker stellen die Möglichkeit einer genauen Beurteilung der Auswirkungen politischer Entscheidungen auf die Gesundheit infrage. Die Erhebung von Daten zur Ausgangslage und die Schätzung möglicher Auswirkungen einer Entscheidung (oder Nicht-Entscheidung) auf die Gesundheit seien schwierig. Außerdem sei die Schulung und Finanzierung von Personen, die solche Bewertungen durchführen, eine Herausforderung.

## Gesundheit in allen Politikbereichen und Gesundheitsverträglichkeitsprüfung
Die Gesundheitsverträglichkeitsprüfung (engl. Health Impact Assessment (HIA)) kann ein Element der HiAP sein. Sie erfolgt in einem systematischen Prozess, verwendet eine Reihe von Datenquellen und Analyseverfahren und betrachtet die Beiträge von Interessengruppen, um die möglichen Auswirkungen einer vorgeschlagenen Politik, Planung, eines Programms oder Projekts auf die Gesundheit der Bevölkerung und die Verteilung dieser Auswirkungen in der Bevölkerung zu bestimmen. In den letzten Jahren wurde die Notwendigkeit betont, eine klarere Unterscheidung zwischen HIA und HiAP zu treffen. Das HIA ist nur eine Komponente des HiAP, diese ist eine umfassendere Strategie mit den Zielen, einer besseren Gesundheit, einer besseren Lebensqualität und einer Verringerung der gesundheitlichen Ungleichheiten.

## Die Zukunft der Gesundheit in allen Politikbereichen
Im Juni 2013 war das finnische Ministerium für Soziales Gastgeber der 8. Weltkonferenz zur Gesundheitsförderung in Helsinki. Zu den Hauptzielen der Konferenz gehörte, die Herausforderungen, denen sich die Umsetzung des HiAP-Konzeptes zu stellen hatte, zu analysieren, den Austausch von Erfahrungen bei der Umsetzung zu ermöglichen, die Gestaltung von effektiven Wegen für intersektorielle Zusammenarbeit aufzuzeigen, und die Auswirkungen und die Förderung der Gesundheitsförderung seit der ersten Konferenz zur Gesundheitsförderung im Jahr 1987 zu prüfen. Das finnische Ministerium für Soziales und Gesundheit hat als Beitrag zu der Konferenz ein Buch veröffentlicht, das einen globalen Rahmen für die politischen Entscheidungsträger weltweit bei der Umsetzung HiAP absteckt.